# اکاین
اکاین (به اسپانیایی: Acain) در پرو است که در منطقه لیما واقع شده‌است.